# Dyskretna transformata Fouriera
Dyskretna transformata Fouriera (ang. Discrete Fourier Transform, DFT) – transformata Fouriera wyznaczona dla sygnału próbkowanego, a więc dyskretnego.

## Dyskretna transformata Fouriera
DFT przekształca skończony ciąg próbek sygnału {\displaystyle (a_{0},a_{1},a_{2},\dots ,a_{N-1}),\ a_{i}\in \mathbb {R} } w ciąg harmonicznych: {\displaystyle (A_{0},A_{1},A_{2},\dots ,A_{N-1}),\ A_{i}\in \mathbb {C} } zgodnie ze wzorem:
{\displaystyle A_{k}=\sum _{n=0}^{N-1}{a_{n}w_{N}^{-kn}},\ 0\leqslant k\leqslant N-1,}
{\displaystyle w_{N}=e^{i{\frac {2\pi }{N}}},}
gdzie:
{\displaystyle i} – jednostka urojona,
{\displaystyle k} – numer harmonicznej,
{\displaystyle n} – numer próbki sygnału,
{\displaystyle a_{n}} – wartość próbki sygnału,
{\displaystyle N} – liczba próbek.

### Przekształcenie odwrotne
Przekształcenie odwrotne do DFT dane jest następującym wzorem:
{\displaystyle a_{n}={\frac {1}{N}}\sum _{k=0}^{N-1}{A_{k}w_{N}^{kn}},\ 0\leqslant n\leqslant N-1.}

## Postać macierzowa DFT
Wzory na przekształcenie proste, jak i odwrotne, można zdefiniować w postaci macierzowej, odpowiednio w sposób następujący:
{\displaystyle \mathbf {A} =\mathbf {Ma} }
{\displaystyle \mathbf {a} =\mathbf {WA} }
Macierze {\displaystyle a,} {\displaystyle A,} {\displaystyle M,} {\displaystyle W} mają następującą postać:
{\displaystyle \mathbf {a} =\left[{\begin{matrix}a_{0}\\a_{1}\\\vdots \\a_{N-1}\end{matrix}}\right]\qquad \mathbf {A} =\left[{\begin{matrix}A_{0}\\A_{1}\\\vdots \\A_{N-1}\end{matrix}}\right]}
{\displaystyle \mathbf {M} =\left[{\begin{matrix}w_{N}^{-0\cdot 0}&w_{N}^{-1\cdot 0}&\dots &w_{N}^{-(N-1)\cdot 0}\\w_{N}^{-0\cdot 1}&w_{N}^{-1\cdot 1}&\dots &w_{N}^{-(N-1)\cdot 1}\\\vdots &\vdots &\ddots &\vdots \\w_{N}^{-0\cdot (N-1)}&w_{N}^{-1\cdot (N-1)}&\dots &w_{N}^{-(N-1)(N-1)}\end{matrix}}\right]\qquad \mathbf {W} ={\frac {1}{N}}\left[{\begin{matrix}w_{N}^{0\cdot 0}&w_{N}^{1\cdot 0}&\dots &w_{N}^{(N-1)\cdot 0}\\w_{N}^{0\cdot 1}&w_{N}^{1\cdot 1}&\dots &w_{N}^{(N-1)\cdot 1}\\\vdots &\vdots &\ddots &\vdots \\w_{N}^{0\cdot (N-1)}&w_{N}^{1\cdot (N-1)}&\dots &w_{N}^{(N-1)(N-1)}\end{matrix}}\right]}
Macierze {\displaystyle M} i {\displaystyle W} mają wymiar {\displaystyle N\times N} oraz spełniają warunek {\displaystyle W=M^{-1}} lub zapisując inaczej {\displaystyle WM=I,} gdzie {\displaystyle I} – macierz jednostkowa.

## Dwuwymiarowa dyskretna transformata Fouriera
Dwuwymiarowe przekształcenie Fouriera w punkcie {\displaystyle (m,n)} definiuje się jako:
{\displaystyle V(m,n)=\sum _{x=0}^{M-1}\sum _{y=0}^{N-1}{U(x,y)w_{N}^{-ny}w_{M}^{-mx}}.}
Przekształcenie odwrotne:
{\displaystyle U(x,y)={\frac {1}{NM}}\sum _{n=0}^{N-1}\sum _{m=0}^{M-1}{V(m,n)w_{N}^{ny}w_{M}^{mx}}.}
Dwuwymiarowa transformata Fouriera wykorzystywana jest m.in. do cyfrowego przetwarzania obrazów.

## Powiązanie z transformatą Z
Transformata Z stanowi uogólnienie dyskretnej transformaty Fouriera. DTF może być wyznaczona przez określenie wartości transformaty Z:
{\displaystyle X(z)} dla {\displaystyle z=e^{j\omega }}
lub innymi słowy określenie jej wartości na okręgu jednostkowym. Aby określić charakterystykę częstotliwościową układu wartość transformaty Z musi być określona na okręgu jednostkowym, co oznacza, że obszar zbieżności układu musi zawierać okrąg jednostkowy. W przeciwnym przypadku dyskretna transformata Fouriera nie istnieje.